# Hrabstwo Calhoun (Floryda)

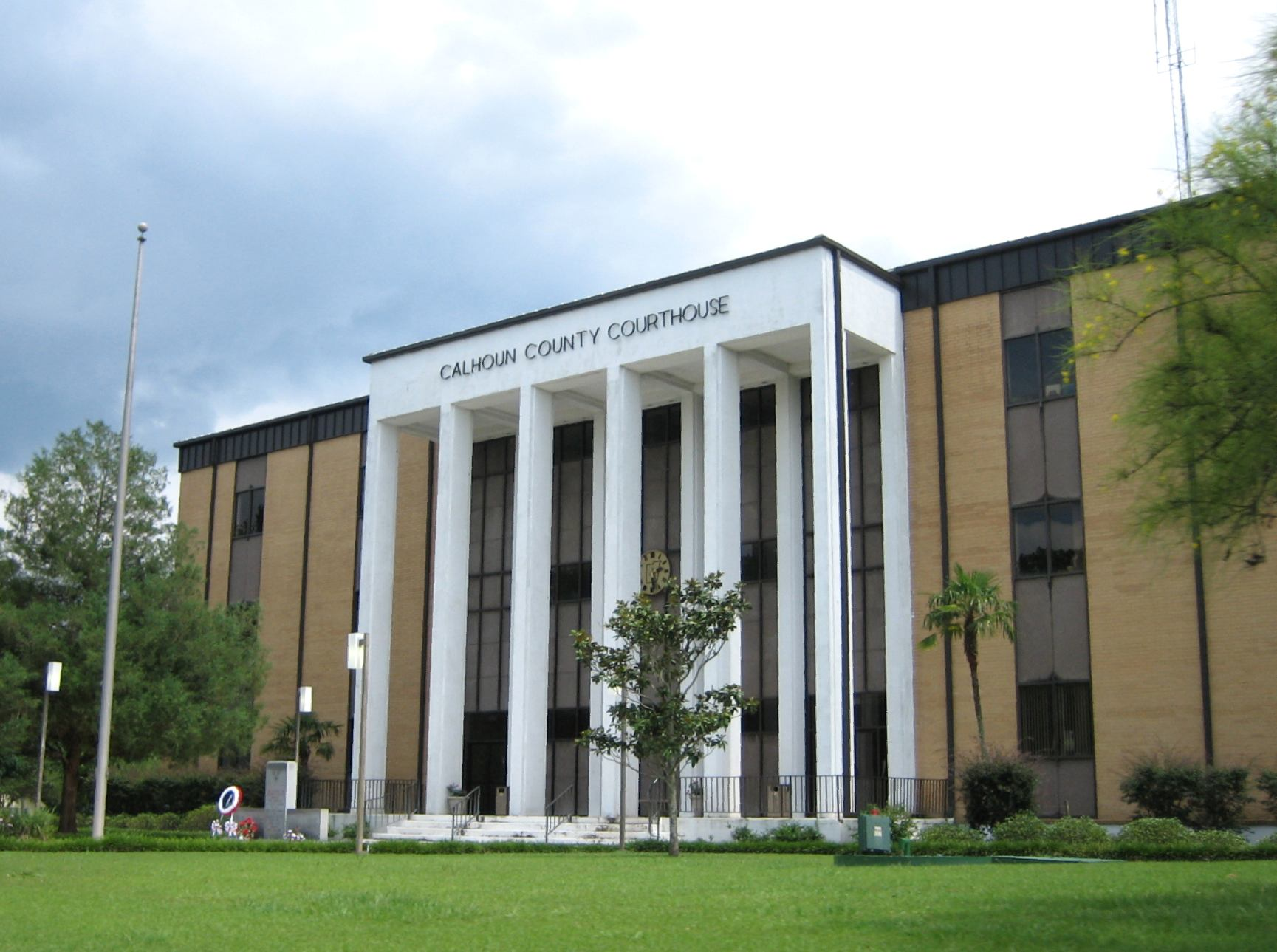
Gmach sądu hrabstwa Calhoun

Hrabstwo Calhoun (ang. Calhoun County) – hrabstwo w stanie Floryda, w Stanach Zjednoczonych. Jego siedzibą administracyjną jest Blountstown.
Obszar całkowity hrabstwa obejmuje powierzchnię 574,34 mil² (1487,53 km²). Z gęstością 9,2 os./km² należy do najsłabiej zaludnionych hrabstw Florydy. 
Hrabstwo powstało w 1838 roku. Na jego terenie znajdują się obszary niemunicypalne: Clarksville, Kinard.
| Populacja hrabstwa w poprzednich latach | Populacja hrabstwa w poprzednich latach |
| Rok                                     | Liczba ludności                         |
| --------------------------------------- | --------------------------------------- |
| 1980                                    | 9183                                    |
| 1990                                    | 11 011                                  |
| 2000                                    | 13 017                                  |
| 2010                                    | 14 625                                  |
| 2020                                    | 13 648                                  |

## Miejscowości
- Altha
- Blountstown

## Sąsiednie hrabstwa
- Hrabstwo Jackson – północ
- Hrabstwo Gadsden – północny wschód
- Hrabstwo Liberty – wschód
- Hrabstwo Gulf – południe/wschód
- Hrabstwo Bay – zachód

## Polityka
Hrabstwo silnie republikańskie, gdzie w wyborach prezydenckich w 2020 roku, 80,8% głosów otrzymał Donald Trump i 18,5% przypadło dla Joe Bidena. 